# Cuscuta rostrata
Cuscuta rostrata är en vindeväxtart som beskrevs av Shuttlw., Georg George Engelmann och A. Gray. Cuscuta rostrata ingår i släktet snärjor, och familjen vindeväxter. Inga underarter finns listade i Catalogue of Life.